# Pac 'n Roll
Pac 'n Roll är ett PacMan-liknande Nintendo DS-spel där man ska ta sig igenom olika banor. Man ska till exempel ta sig igenom banor som Castle Pac, Gyro-Jungle, Candy Land, Ghost Land, Flaming Fortress. 
Om man hittar en fjäderhatt på vägen genom banorna kan man "flyga" en liten stund. Om man hittar en rustning kan man slå sig igenom saker som man inte kunde innan.
För att rulla PacMan framåt tar man fingret eller pekpinnen på touchscreenen och drar åt det håller man vill att den ska åka. 